# Browningia hertlingiana
Browningia hertlingiana ist eine Pflanzenart aus der Gattung Browningia in der Familie der Kakteengewächse (Cactaceae). Das Artepitheton hertlingiana ehrt den deutschen Kaufmann und Begleiter von Curt Backeberg Herrn Hertling.

## Beschreibung
Browningia hertlingiana wächst baumförmig mit mehreren Seitentrieben und erreicht Wuchshöhen von 5 bis 6 Meter. Es wird ein bis 1 Meter hoher Stamm ausgebildet. Die säulenförmigen, hell blaugrünen, aufrechten Triebe weisen Durchmesser von bis zu 30 Zentimeter auf. Es sind 18 oder mehr in Höcker aufgelöste Rippen vorhanden. Die darauf befindlichen Areolen sind etwas in die Triebe eingesenkt. Die aus den Areolen entspringenden Dornen des vegetativen Triebteils sind gelblich grau. Ihre ein bis drei Mitteldornen sind kräftig und bis 8 Zentimeter lang. Dort sind vier bis sechs Randdornen vorhanden. Der blühfähige Triebteil ist mit bis zu 30 verbiegbaren, gelblichen und borstenartigen Dornen besetzt.
Die weißen Blüten erreichen bis zu 5 Zentimeter Durchmesser. Die trockenen Früchte weisen Durchmesser von 2,5 Zentimeter auf.

## Verbreitung, Systematik und Gefährdung
Browningia hertlingiana ist in den peruanischen Regionen Huancavelica und Ayacucho im Tal des Río Mantaro und des Río Apurímac in Höhenlagen von 1800 bis 2000 Metern verbreitet. 
Die Erstbeschreibung als Clistanthocereus hertlingianus erfolgte 1937 durch Curt Backeberg. Franz Buxbaum stellte die Art 1965 in die Gattung Browningia. Ein weiteres nomenklatorisches Synonym ist Azureocereus hertlingianus (Backeb.) Backeb. (1956).
In der Roten Liste gefährdeter Arten der IUCN wird die Art als „Least Concern (LC)“, d. h. als nicht gefährdet geführt.

## Nachweise